# Лаззини, Жозеф
Жозеф Лаззини (фр. Joseph Lazzini; 1926, Ницца — 2012, Париж) — французский артист балета и хореограф.
С 1945 г. солист балета в Ницце. Руководил балетными труппами в Льеже (1954—1957) и Тулузе (1958), 1959—1969 гг. балетмейстер Марсельской оперы, создал ряд заметных работ, синтезирующих достижения классического и современного балета. Наиболее известные постановки — «Оммаж Иерониму Босху» (фр. Hommage à Jérôme Bosch; 1961), E = mc2 (1964), Ecce Homo (1968). По мнению специалистов, марсельский балет под руководством Лаззини стал «единственной труппой вне Парижа, проводящей серьёзную художественную политику»; впрочем, Нед Рорем (в связи с балетом «Завод» на музыку Александра Мосолова) язвительно отзывался о Лаззини как о «второсортном Бежаре, который и сам второсортный Пети». В 1969 году основал Французский театр танца (фр. Théâtre français de la danse). Работал с Театром современного балета (фр. Ballet Théâtre Contemporain), балетом Варшавской оперы, театрами Ла Фениче и Сан-Карло.